# Трпиње
Трпиње су насељено мјесто у општини Чајниче, Република Српска, БиХ. Према попису становништва из 1991. у насељу је живјело 102 становника.

## Историја
Несеља Трпиње, Шапићи, Поникве и Старнићи су у зору 14. фебруара 1993. из правца Буковице у општини Пљевља нападнута од стране Армије Републике БиХ у чијем саставу се налазило око 500 војника.
Претходно нападу, припадници Армије Републике БиХ су из Горажда прошли кроз незаштићене зоне Републике Српске и прешли у мјесну заједницу Буковица на сјеверозападу општине Пљевља у Савезној Републици Југославији. Пребацивање припадника Армије РБиХ на територију Савезне Републике Југославије су организовали Муслимани из мјесне заједнице Буковица у општини Пљевља, од којих су се неки придружили Армији РБиХ током напада на општини Чајниче.
Наређење за напад Армије РБиХ на општину Чајниче су у Сарајеву 10. фебруара 1993. издали Енвер Мујасиновић и Фахрудин Радовчић. У документу који је објавио Самир Халиловић, каже се сљедеће: „Напад на Чајниче треба извести 14. фебруара 1993. у рану зору преко територије Црне Горе. Постоје курири на црногорској територији који нас обавјештавају о кретању Војске Југославије. Курири Мамко Бунгур и Самир Врањ ће прихватити наше јединице на граници и спровести их на безбједно мјесто ноћ уочи напада. Једна ће група 13. фебруара 1993. бити смјештена код Ризвановића. Њу ће водити Мујко Дедовић. Треба избјећи евентуални сукоб са Војском Југославије по сваку цијену, јер би то значило сваки прекид контакта за Горажде.“
Становници села Шапићи су током напада покушали да побјегну у насеље Поникве, али су у току бјега напападнути. Током напада су убијена 24 српска цивила са простора општине Чајниче. Најмлађа жртва је тринаестогодишњи Жељко Машић. Дио становништа међу којима су били углавном жене и дјеца, заробљен је и одведен у Горажде. Тридесетогодишња Полка Машић је током напада силована пред кућом, затим одведена у Горажде и касније размијења, а у септембру 1994. је умрла у болници Каменица поред Новог Сада. Преживјели су међу нападачима препознали становнике Буковице у општини Пљевља. Центар безбједности Чајниче је три дана након покоља за 38 Муслимана из Буковице расписао потјерницу. За злочин нико није одговарао.

## Становништво
| Националност       | 1991. | 1981. | 1971. | 1961. |
| Срби               | 102   | 100   | 134   |       |
| Југословени        |       | 8     |       |       |
| остали и непознато |       |       |       |       |
| Укупно             | 102   | 108   | 134   | '     |

| Демографија | Демографија | Демографија |
| Година      | Становника  | Становника  |
| ----------- | ----------- | ----------- |
| 1961.       | 198         |             |
| 1971.       | 134         |             |
| 1981.       | 108         |             |
| 1991.       | 102         |             |